# Митрофанов, Александр Владимирович
Александр Владимирович Митрофанов (укр. Олександр Володимирович Митрофанов; 1 ноября 1977, Джанкой, Крымская область, Украинская ССР, СССР) — украинский футболист, полузащитник.

## Биография

### Клубная карьера
Воспитанник крымского футбола. Профессиональную карьеру начал в симферопольской «Таврии». В Высшей лиге дебютировал 12 мая 1995 года в матче против тернопольской «Нивы» (2:0). В 1995 году выступал за КЗЕЗО из города Каховка. В 1996 году вернулся в «Таврию». Стал основным игроком команды и также играл как капитан.
Летом 2002 года перешёл в махачкалинский «Анжи», по приглашению украинского тренера Мирона Маркевича. Митрофанов сыграл 13 матчей и забил 1 гол. После вернулся в «Таврию». Но основным игроком не стал. В 2003 году выступал за смоленский «Кристалл» на правах аренды. Летом 2003 года вернулся на Украину в луцкую «Волынь».
Зимой 2004 года перешёл в казахстанский клуб «Актобе» из города Актюбинск. Финалист Кубка чемпионов Содружества: 2009. Зимой 2010 года на правах свободного агента перешёл в шымкентский «Ордабасы».

### Карьера в сборной
Летом 1998 года провёл два домашних матча за молодёжную сборную Украины до 21 года против Польши (6:1) и Грузии (1:1).

## Достижения
- Чемпион Казахстана (3): 2005, 2007, 2008
- Серебряный призёр чемпионата Казахстана (1): 2006
- Обладатель Кубка Казахстана (1): 2008
- Обладатель Суперкубка Казахстана (1): 2008